# Federația Partidelor Socialiste din România

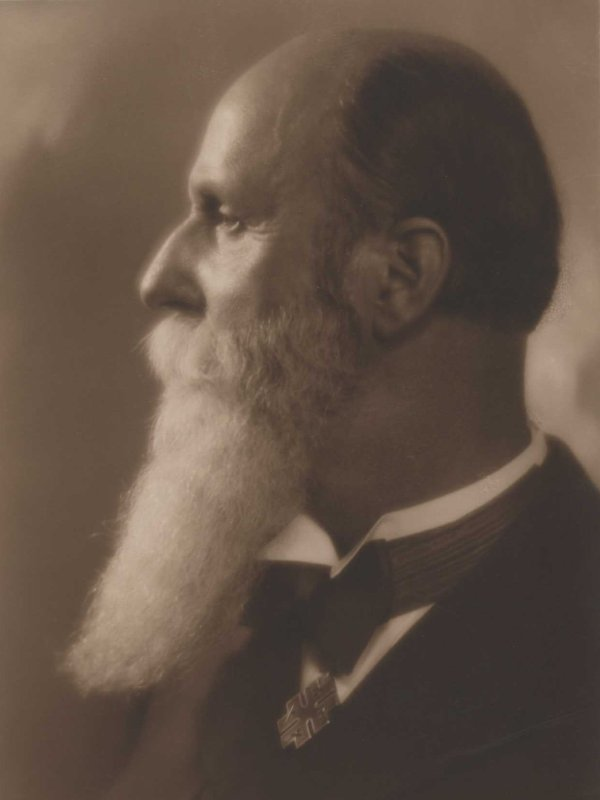
Gheorghe Grigorovici, printre primii lideri ai Federației

Federația Partidelor Socialiste din România a fost o alianță politică de scurtă durată din Regatul României. Alianța va fuziona în 1927 în PSDR.

## Formare
Federația a fost formată în urma unui congres la 19-20 iunie 1921 la Ploiești. Membrii acesteia erau, preponderent, socialiștii români care refuzaseră aderarea la gruparea radicală fracționară a mișcării politice de stânga, care avea să devină Partidul Comunist din România. 
Chiar dacă se aflau în conflict deschis cu comuniștii, aceștia le vor rămâne solidari, protestând arestarea celor mai mulți dintre ei din 12 mai 1921 (arestare care va culmina un an mai târziu în Procesul din Dealul Spirii). Atât susținerea pentru comuniști, cât și apartenența la ideologia socialistă va aduce FPSR-ul sub supravegherea atentă a statului, în ciuda nereprezentării de către acesta a unui pericol.